# 長沖渉
長沖 渉（ながおき わたる、1951年10月17日 - ）は、日本のテレビドラマ演出家、脚本家。元大阪芸術大学放送学科教授。

## 人物・略歴
大阪府出身。父は、吉本興業の文芸部長を務めた漫才作家・脚本家で後に帝塚山学院短期大学の学長にもなった長沖一。
大阪府立阿倍野高等学校を経て、1976年に立命館大学文学部（専攻は西洋史）を卒業。同年、NHKに入局。
1996年の『ふたりっ子』など、大阪放送局制作の連続テレビ小説を中心に、多くのドラマ作品の演出を手がけた。
2009年からはフリーの演出家に転向、2010年の朝日放送『夏子と天才詐欺師たち』で初めて民放ドラマの演出を手がけた。
2012年の東海テレビ『鈴子の恋 ミヤコ蝶々女の一代記』(大石静との共同執筆)で脚本家としてもデビュー。
2013年より2018年まで、大阪芸術大学放送学科の教授として教鞭を執る。

## 演出

### NHK 連続テレビ小説
※はチーフディレクター
大阪放送局
- 「心はいつもラムネ色」（1984年）　演出助手
- 「都の風」（1986年）
- 「ぴあの」（1994年）
- 「走らんか!」（1995年）
- 「ふたりっ子」（1996年）※
- 「オードリー」（2000年）※
- 「だんだん」（2008年）※

東京放送センター
- 「君の名は」（1991年）
- 「天花」（2004年）※

### NHK その他のドラマ
- 銀河テレビ小説 「おとんぼ」（1987年）
- 「天下茶屋のハッちゃん」（1988年11月17日）
- 「大大阪の夢：関一物語」（1989年）
- 「天下茶屋のハッちゃん：初恋編」（1989年7月29日）
- 「幸福な市民」（1989年11月4日）
- 「ちりめんじゃこの詩」（1991年）
- 金曜時代劇 「腕におぼえあり2」（1992年）
- 金曜時代劇 「腕におぼえあり3」（1993年）
- ドラマ新銀河 「この指とまれ!!」（1995年）
- ドラマ新銀河 「この指とまれ2」（1997年）
- 水曜ドラマの花束 「ふたつの愛」（1998年）
- NHKドラマ館 「終のすみか」（1999年10月16日）
- 月曜ドラマ 東野圭吾ミステリー「悪意」（2001年）
- ハイビジョンサスペンス 「強行犯捜査第七係」（2002年6月29日）
- ハイビジョンドラマ 「われ、晩節を汚さず～新夫婦善哉～」（2003年1月25日）
- 金曜時代劇 「柳生十兵衛七番勝負」（2005年）
- 土曜ドラマ「氷壁」（2006年）

### フリー後
- 「夏子と天才詐欺師たち」（2010年8月15日、朝日放送）　民放ドラマ初演出
- 「赤い糸の女」（2012年、東海テレビ）

## 脚本
- 「鈴子の恋 ミヤコ蝶々女の一代記」（2012年、東海テレビ）　大石静と共同執筆

## 関連人物
- 長沖一
- 大石静 - 「ふたりっ子」「ふたつの愛」「終のすみか」「オードリー」「夏子と天才詐欺師たち」「鈴子の恋 ミヤコ蝶々女の一代記」
- 藤山直美 - 「天下茶屋のハッちゃん」「この指とまれ!!」「オードリー」「夏子と天才詐欺師たち」等
- 三倉茉奈 - 「ふたりっ子」「この指とまれ2」「だんだん」「赤い糸の女」
- 三倉佳奈 - 「ふたりっ子」「この指とまれ2」「だんだん」「鈴子の恋 ミヤコ蝶々女の一代記」